# Атака безпілотників на Хомс (2023)
5 жовтня 2023 року більше сотні людей загинули, і більше 200 отримали поранення внаслідок атаки невідомих безпілотників на військове училище у місті Хомс на заході Сирії. Сирійський центр моніторингу за дотриманням прав людини (SOHR), що базується у Великій Британії, зазначає, що серед загиблих є мирні жителі, у тому числі жінки і діти. Глава МОЗ Сирії уточнив, що загинули шість жінок та шість дітей. За даними джерела Reuters, в результаті атаки загинули щонайменше 100 людей.
Напад стався під час випускного, на якому були присутні військові та їхні родичі. Reuters пише, що в церемонії також взяв участь міністр оборони Сирії Алі Махмуд Аббас. За даними агентства, він пішов із заходу за кілька хвилин до атаки безпілотників.
У Міноборони Сирії поклали відповідальність за атаку на «терористичні угруповання, які підтримує відомі міжнародні сторони» і пообіцяли відреагувати на напад. Поки що жодне угруповання не взяло на себе відповідальності за те, що трапилося. Перед атакою на училище, як зазначає Reuters, сирійські урядові сили завдавали ударів по контрольованій опозицією території провінції Ідліб. В той же день російські ПКС завдали ударів по районах на північному заході провінції Хама.

## Реакція
За словами пресс-секретаря генсека ООН Стефана Дюжарріка, Антоніу Гутерріш був «глибоко стурбований» подіями в Сирії. Гейр Педерсен, спеціальний посланник ООН у Сирії, назвав атаку «жахливою» і закликав усі сторони конфлікту «виявляти максимальну стриманість».